# Абра (провінція)
Абра (тагал. Abra) — провінція Філіппін, в Кордильєрському адміністративному регіоні. Площа складає 3975,6 км². Адміністративний центр — місто Бангед.

## Географія
Провінція знаходиться в північній частині острова Лусон, не має виходу до океану. Межує з провінціями Північний Ілокос і Апаяо (на півночі), Південний Ілокос (на заході), Гірською провінцією (на півдні) і Калінга (на сході). Територія обмежена гірськими хребтами. Найбільша річка також називається Абра.

## Населення
Населення за даними на 2010 рік складає 234 733 осіб. Щільність населення складає 59,04 осіб/км2.
Більшість населення провінції — десь 71,9 % складають ілокі; 18,7 % — тінгіани; 4,5 % — ібанагі; 3,2 % — апайо; 0,4 % — тагали. Найбільш поширені мови — ілоканська та ітнегська.

## Адміністративний поділ
Провінція поділяється на 27 муніципалітетів:
| №  | Муніципалітет | Кількість барангаїв | Площа, км² | Населення, чел. (2007) |
| -- | ------------- | ------------------- | ---------- | ---------------------- |
| 1  | Бангед        | 31                  | 105,7      | 46 179                 |
| 2  | Боліней       | 8                   | 176,4      | 3 349                  |
| 3  | Букай         | 21                  | 97,6       | 16 266                 |
| 4  | Буклос        | 4                   | 48,0       | 2 227                  |
| 5  | Дагіоман      | 4                   | 61,0       | 1 916                  |
| 6  | Данглас       | 7                   | 159,9      | 5 411                  |
| 7  | Долорес       | 15                  | 48,53      | 10 787                 |
| 8  | Ла-Пас        | 12                  | 44,0       | 14 658                 |
| 9  | Лакуб         | 6                   | 235,3      | 3 050                  |
| 10 | Лагангіланг   | 17                  | 86,7       | 13 490                 |
| 11 | Лагайян       | 6                   | 130,5      | 4 134                  |
| 12 | Лангіден      | 6                   | 106,3      | 3 242                  |
| 13 | Ликуан-Баай   | 11                  | 266,9      | 3 990                  |
| 14 | Луба          | 8                   | 128,3      | 6 363                  |
| 15 | Малібконг     | 12                  | 216,1      | 3 354                  |
| 16 | Манабо        | 11                  | 91,0       | 10 538                 |
| 17 | Пеньяррубіа   | 9                   | 37,5       | 6 443                  |
| 18 | Підіган       | 15                  | 49,2       | 11 280                 |
| 19 | Пілар         | 19                  | 86,1       | 9 792                  |
| 20 | Саллападан    | 9                   | 99,0       | 6 370                  |
| 21 | Сан-Ісідро    | 9                   | 38,1       | 4 647                  |
| 22 | Сан-Хуан      | 19                  | 64,1       | 9 714                  |
| 23 | Сан-Кінтін    | 6                   | 56,6       | 5 341                  |
| 24 | Тайум         | 11                  | 42,7       | 13 360                 |
| 25 | Тінег         | 10                  | 793,7      | 4 317                  |
| 26 | Тубо          | 10                  | 423,9      | 5 588                  |
| 27 | Віллавісьоса  | 8                   | 87,0       | 5 147                  |

## Економіка
Основу економіки складає сільське господарство, основні культури: рис, кукурудза, кава, тютюн і кокоси. Розвинуте скотарство, чому сприяють великі пасовища.